# Ganggrab von Wangels-Meischenstorf
Das langrechteckige Ganggrab von Wangels-Meischenstorf im Kreis Ostholstein in Schleswig-Holstein ist eine Megalithanlage der Trichterbecherkultur (TBK) mit der Sprockhoff-Nr. 275, die zwischen 3500 und 2800 v. Chr. entstand. Die auf dem hohen Ostufer eines Baches gelegene Kammer hat keinen Gang. Derartige „Kammern ohne (nachzuweisenden) Gang“ wurden auch in den Niederlanden gefunden. Ewald Schuldt hat in Mecklenburg derartige Anlagen gefunden, die er hilfsweise „Portalgräber“ nannte, was jedoch mit den Portal tombs der  Britischen Inseln kollidiert, die von gänzlich anderer Bauart sind. Das Ganggrab ist eine Bauform jungsteinzeitlicher Megalithanlagen, die aus einer Kammer und einem baulich abgesetzten, lateralen Gang besteht. Diese Form ist primär in Dänemark, Deutschland und Skandinavien, sowie vereinzelt in Frankreich und den Niederlanden zu finden. Neolithische Monumente sind Ausdruck der Kultur und Ideologie neolithischer Gesellschaften. Ihre Entstehung und Funktion gelten als Kennzeichen der sozialen Entwicklung.

## Beschreibung
Das gestörte Ganggrab lag in einem ovalen Hügel, von dessen Einfassung Reste etwa 1,5 m von der Nordostecke der Kammer liegen. Die 6,5 bis 7,0 m lange und etwa 1,5 m breite Kammer ist Südwest-Nordost orientiert, die etwa 0,6 m breite Zugangsöffnung liegt außermittig auf der südöstlichen Langseite zwischen dem 2. und 3. Tragstein (von Norden). 
Als seitliche Tragsteine sind von E. Sprockhoff auf der Nordwestseite vier, auf der Südostseite drei in situ festgestellt worden. Fünf Decksteine, zum Teil geborsten befanden sich nicht „in situ“. Nach K.W. Struve ist die Ausrichtung West-Ost, mit sechs Tragsteinen pro Langseite und je einem auf den Schmalseiten. Mehrere mächtige Decksteine waren geborsten und zum Teil ins Kammerinnere verstürzt. (K.W. Struve, 1953) 

## Funde
An der südlichen Langseite standen dicht nebeneinander in gleicher Höhe eine Kugelamphore und ein geschweifter Becher der Einzelgrabkultur. Etwas weiter entfernt wurden in der Füllerde ein Flintmeißel und Bernsteinschmuckstück gefunden. 